# متحف الجوف
متحف الجوف، واحد من المتاحف الأثرية التي أُنشئت بمنطقة الجوف في
المملكة العربية السعودية.

## التأسيس
أنشئ متحف الجوف في  12 /2 / 1416هـ في محافظة دومة الجندل وهي واحدة من أشهر المدن الأثرية في السعودية، حيث تتواجد بها قلعة مارد ومسجد عمر بن الخطاب.

## أقسام المتحف
- قسم الموظفين
- قسم المساحة
- قسم الرسم
- قسم التصوير
- قسم الترميم
- قسم المكتبة
- قسم الضيافة
- قسم صالة العرض حيث تضم الصالة عدداً من اللوحات التوضيحية عن تاريخ منطقة الجوف حسب التسلسل الزمني، ويتخلل هذه اللوحات عرض للمقتنيات الأثرية.[2]

## انظر ايضاً
- قائمة متاحف السعودية
- متحف
- متحف السلام عليك أيها النبي

## وصلات خارجية
- «متحف الجوف».. يكتمل.
- المتاحف - الجوف.